# Kunstjahr 1519
Liste der Kunstjahre

◄◄ | ◄ | 1515 | 1516 | 1517 | 1518 | Kunstjahr 1519 | 1520 | 1521 | 1522 | 1523 | ►

Weitere Ereignisse
Dieser Artikel behandelt das Kunstjahr 1519.

## Ereignisse

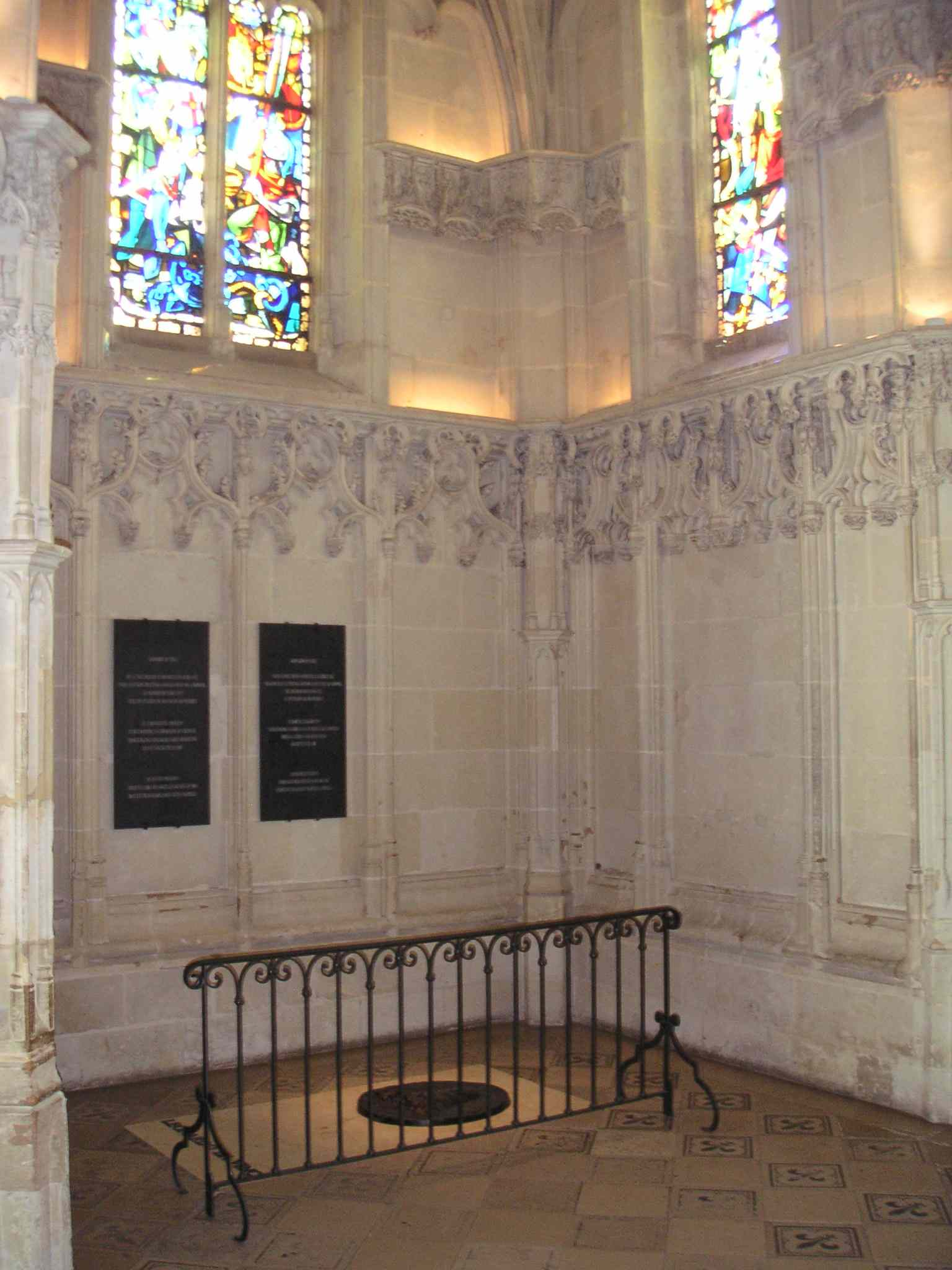
Als Grab von Leonardo da Vinci bezeichnete Grabstätte in der Hubertuskapelle auf Schloss Amboise

- 2. Mai: Der universalgelehrte und Künstler Leonardo da Vinci stirbt im Schloss Clos Lucéin in Amboise angeblich in den Armen des französischen Königs Franz I. Nach einer vorläufigen Bestattung an einem heute unbekannten Ort werden seine Gebeine am 12. August seinem letzten Willen entsprechend auf dem Friedhof der Klosterkirche Notre-Dame-Saint-Florentin auf dem Schlossparkgelände von Amboise beigesetzt.

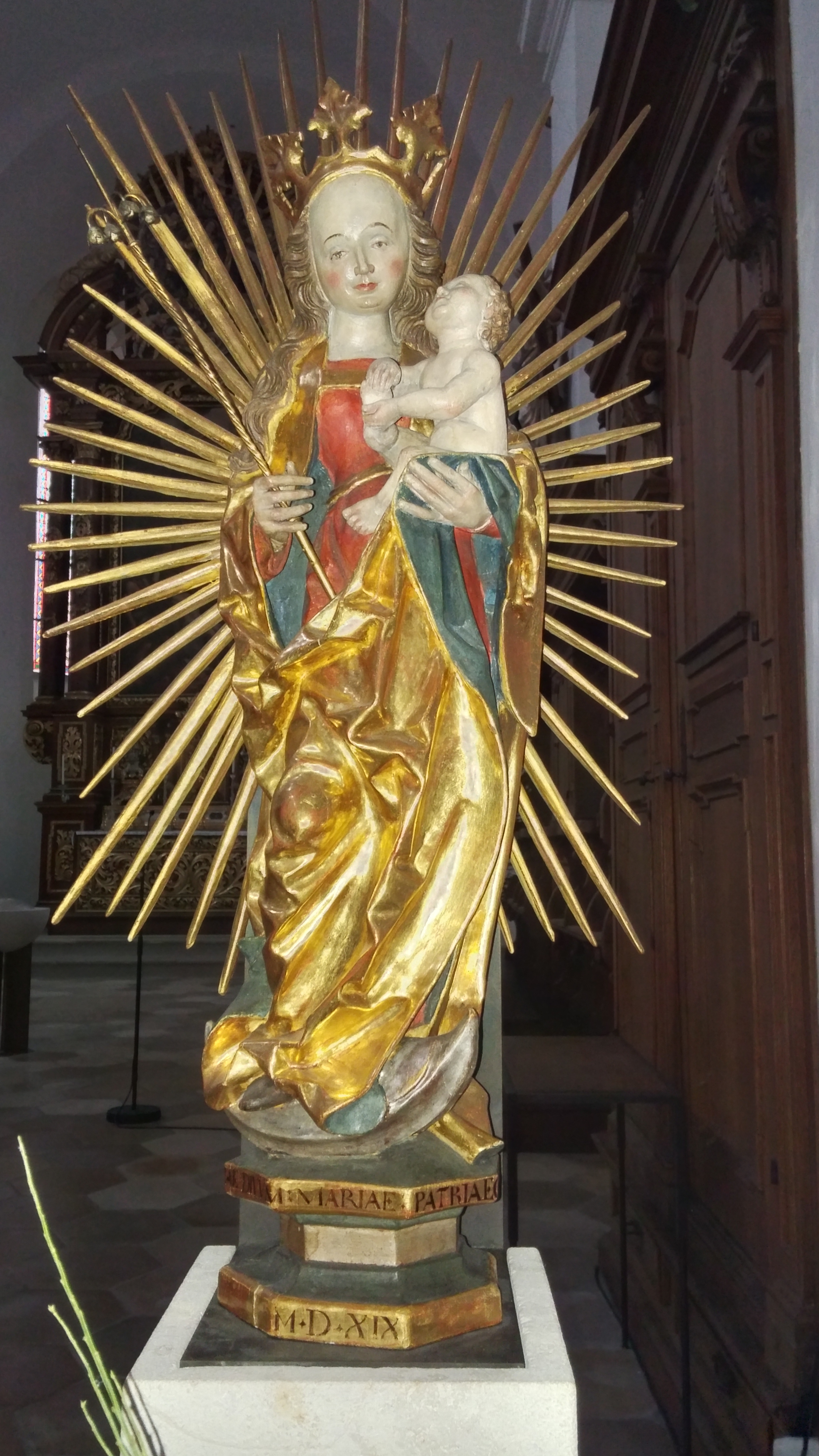
Spalter Madonna

- Georg Spalatin, der Mittler zwischen Martin Luther und dem Kurfürsten Friedrich III. von Sachsen, sorgt dafür, dass eine 60 Zentimeter hohe Madonnenstatue, die später so genannte Spalter Madonna, als Geschenk aus der Wittenberger Heiltums-Sammlung in die Kirche St. Emmeram in seine Heimatstadt Spalt gelangt.

## Geboren

### Geburtsdatum gesichert
- 16. November: Willibald Imhoff, Nürnberger Patrizier, Kunstsammler, Kaufmann und Bankier († 1580)

### Genaues Geburtsdatum unbekannt
- Hendrick van den Broeck, flämischer Maler und Kupferstecher († 1597)
- Kanō Shōei, japanischer Maler († 1592)

## Gestorben

### Todesdatum gesichert

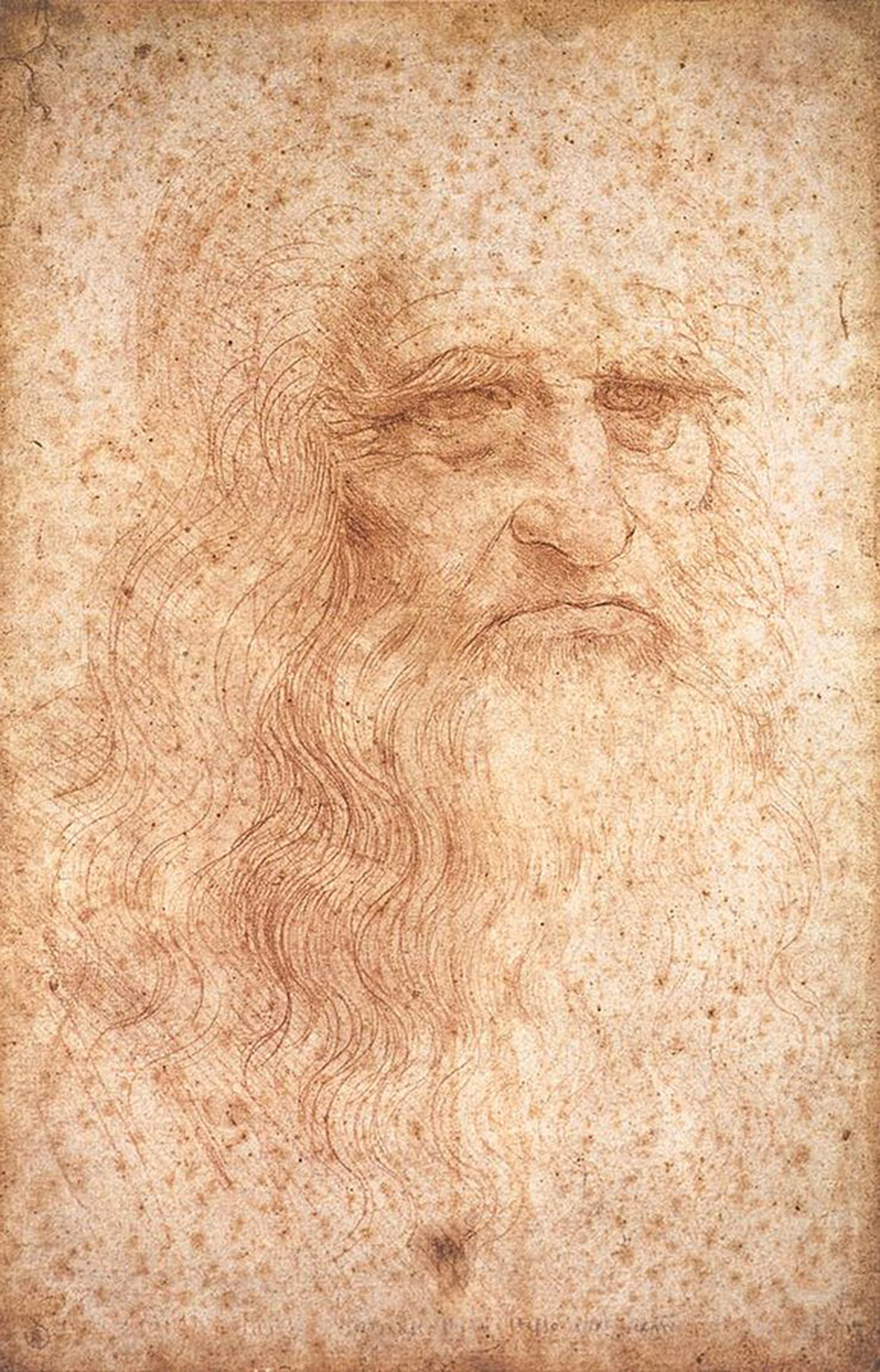
Leonardo da Vinci, Selbstbildnis als alter Mann

- 2. Mai: Leonardo da Vinci, italienischer Universalgelehrter, Maler, Bildhauer, Architekt, Anatom, Mechaniker, Ingenieur und Naturphilosoph (* 1452)
- 2. Juli: Francesco Bonsignori, italienischer Maler und Zeichner (* um 1455)

- 21. September: Hans Backoffen, Mainzer Bildhauer (* um 1470)

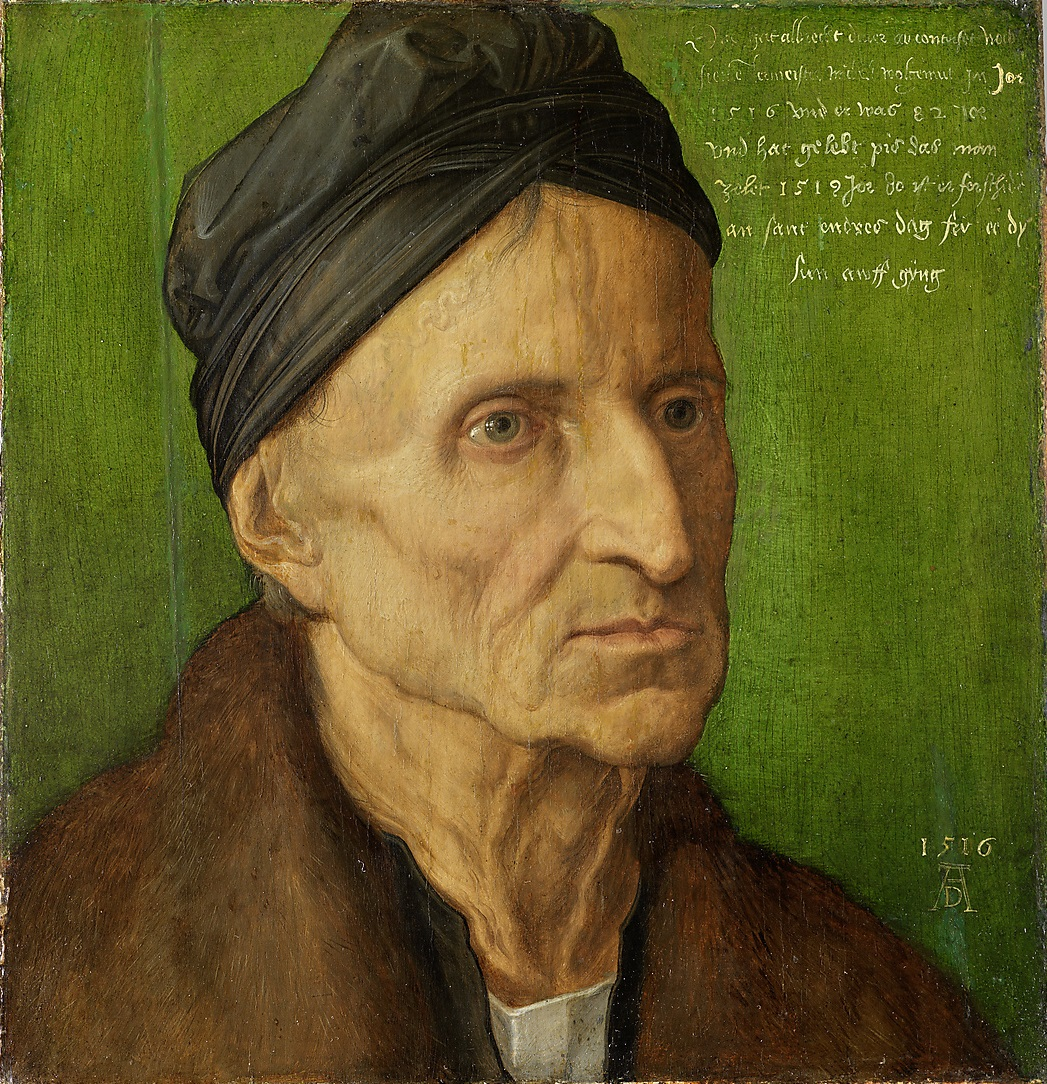
Michael Wolgemut, Porträt von Albrecht Dürer, 1516

- 30. November: Michael Wolgemut, deutscher Maler, Holzschnitzer und Chronist (* 1434)

### Genaues Todesdatum unbekannt
- Steffen Arndes, Lübecker Inkunabel-Buchdrucker (* um 1450)
- Alexander Bening, niederländischer Buchmaler (* um 1444)
- Sebold Bocksdorfer, süddeutscher Bildschnitzer, Bildhauer, Plastiker und Kunsthandwerker
- Giovanni Battista Cima, italienischer Maler (* um 1460)
- Juan de Flandes, niederländischer Maler (* 1465)
- Wilhelmus Grimetre, Schweizer Priester, Schreiber und Besitzer von Handschriften sowie Inkunabeln (* 1436)
- Sommer: Hans Meiger von Werde, deutscher Steinmetz, Baumeister und Architekt
- Jan Polack, polnischer/deutscher Maler (* um 1450)
- Hans von Ulm, württembergischer Maurermeister und Steinmetz (* um 1460)